# Malin Aune
Malin Larsen Aune, född 4 mars 1995 i Ranheim, är en norsk handbollsspelare. Hon spelar som högersexa. 

## Karriär

### Klubblagsspel
Aune började spela handboll i den lokala klubben Ranheim, innan hon skrev kontrakt med division 1 klubben Selbu IL. 16 år gammal började hon spela för Selbu IL men bytte när hon blev nitton år 2014 till Oppsal IF. Hon spelade för den klubben i norska elitserien till 2017 då hon bytte klubb till Vipers från Kristiansand. Med denna klubb som ersatt Larvik som toppklubb i norska ligan har hon vunnit 4 slutspelsmästerskap i Norge 2018 till 2021. År 2019 blev hon dessutom uttagen i norska elitseriens All Star Team som högersexa. Efter säsongen 2021 lämnade hon Norge för spel i Rumänien.

### Landslagsspel
Med U-18 vann Malin Aune brons i  VM 2012. Aune representerade sen Norge 2013 i U19 EM i handboll och blev placerad på 4:e plats med Norge. År 2014 i U-20 VM blev Aune och norska laget nia. År 2015 när hon var 20 gjorde hon debut i A-landslaget och fick redan året efter komma med i EM truppen 2016 till EM i Sverige, där det blev EM-guld för norskorna. 2020 vann hon sitt andra EM-guld med Norge och 2022 det tredje och däremellan första VM-guldet 2021 vid VM i Spanien. Hon har spelat 95 landskamper med 178 gjorda mål hittills.

## Meriter i klubblag
- EHF Champions League 2021 med Vipers Kristiansand
- Norska ligan 2018, 2019, 2020 och 2021 med Vipers Kristiansand
- Norska cupen 2017, 2018, 2019 och 2020 med Vipers Kristiansand
- Rumänska cupen 2022
- EHF-cupen 2018 med Vipers Kristiansand